# اسماعیل‌محله
اسماعیل‌محله، روستایی است از توابع بخش هزارجریب شهرستان نکا در استان مازندران ایران.

## جمعیت
این روستا براساس سرشماری مرکز آمار ایران در سال ۱۳۸۵، جمعیت آن ۲۹۱ نفر (۷۲خانوار) بوده‌است. مردم این روستا از قومیت طبری هستند و به زبان مازندرانی سخن می‌گویند.